# Alas-Nacionales-Flug 301
Auf dem Alas-Nacionales-Flug 301 (Flugnummer ALW301), auch bekannt als Birgenair-Flug 301, verunglückte am 6. Februar 1996 eine Boeing 757-200 kurz nach dem Start vom Flughafen Puerto Plata (Dominikanische Republik). Das im Auftrag der virtuellen dominikanischen Fluggesellschaft Alas Nacionales eingesetzte Flugzeug der türkischen Birgenair befand sich auf einem Charterflug von Puerto Plata über Gander (Neufundland, Kanada) und Berlin-Schönefeld nach Frankfurt. Die Maschine stürzte rund 26 Kilometer vor der dominikanischen Küste in den Atlantik, wobei alle 189 Insassen ums Leben kamen.
Es handelt sich damit um den schwersten Flugunfall in der Dominikanischen Republik sowie – zusammen mit American-Airlines-Flug 965 – um den schwersten Unfall einer Boeing 757. Gleichzeitig handelt es sich nach dem Turkish-Airlines-Flug 981 um den zweitschwersten Flugunfall in der Türkischen Luftfahrtgeschichte. Insgesamt besaßen 167 Passagiere die deutsche Staatsbürgerschaft; damit handelt es sich um den Zwischenfall mit den meisten deutschen Opfern in der Geschichte der zivilen Luftfahrt.

## Vorgeschichte
Im Jahr 1994 plante der deutsche Reiseveranstalter Öger Tours in Zusammenarbeit mit der türkischen Fluggesellschaft Birgenair, an der Öger Tours Beteiligungen besaß, preisgünstige Pauschalreisen in die Karibik anzubieten. Weil Birgenair jedoch als türkische Gesellschaft keine Streckenrechte zwischen Deutschland und der Dominikanischen Republik erhalten hätte, wurde als dritter Partner das damals in Neu-Isenburg ansässige Ratioflug Luftfahrtunternehmen eingebunden. 
Für die Wintersaison 1995/1996 strebten Öger Tours und Birgenair ein ähnliches Geschäftsmodell an. Kooperationspartner wurde diesmal die neu gegründete dominikanische Gesellschaft Alas Nacionales, die zwar ein Air Operator Certificate, jedoch keine Flugzeuge besaß.  Nach dem Erhalt der Flugrechte wurde eine Boeing 767-200ER der Birgenair in die Dominikanische Republik überführt und dort am 25. Oktober 1995 mit dem Kennzeichen HI-660CA auf das Partnerunternehmen registriert. Das offiziell an Alas Nacionales verleaste Flugzeug trug bis auf einen neuen Schriftzug weiterhin die Farben der türkischen Gesellschaft. Die IT-Charterflüge zwischen der Dominikanischen Republik und Deutschland begannen eine Woche später und wurden mit türkischen Besatzungen durchgeführt.
Unabhängig davon hatte Birgenair im November 1995 eine Boeing 757-200 (TC-GEN) an die argentinische Staf Airlines vermietet und für diese auf fünf Flugpaaren zwischen der Dominikanischen Republik und Buenos Aires betrieben. Die Boeing 757 wurde nach Ende der Vermietung in Puerto Plata abgestellt.
Wegen einer defekten Hydraulikpumpe musste die regulär genutzte Boeing 767-200ER am 6. Februar 1996 für den Flug ALW301 von Puerto Plata über Berlin-Schönefeld nach Frankfurt kurzfristig gegen die auf dem Vorfeld geparkte Boeing 757-200 ausgetauscht werden. Diese Maschine hatte seit 20 Tagen unbenutzt in Puerto Plata gestanden. Es wurde später vermutet, dass sich während der Standzeit eine Verstopfung in einer der Staudrucksonden gebildet hatte.
Der Geschwindigkeitsmesser im Cockpit benötigt zur korrekten Anzeige den Staudruck, der sich in dieser Sonde aufbaut (Pitot-Statik-System). Bei längerer Standzeit am Boden werden die kleinen Öffnungen der Staudrucksonden normalerweise abgedeckt, da sie beispielsweise durch Insekten wie die Amerikanische Mauerwespe oder Schmutz verstopft werden können. Diese Abdeckung soll unterblieben sein. Allerdings kann solch eine Verstopfung zum Beispiel auch durch Insekten während des Rollvorgangs verursacht werden.
Die eingesetzte Boeing 757-200 mit dem Kennzeichen TC-GEN war im Frühjahr 1985 werksneu an Eastern Air Lines ausgeliefert worden. Birgenair übernahm die Maschine im Jahr 1993 und vermietete sie noch im gleichen Jahr an Caribbean Airways.

## Flugverlauf

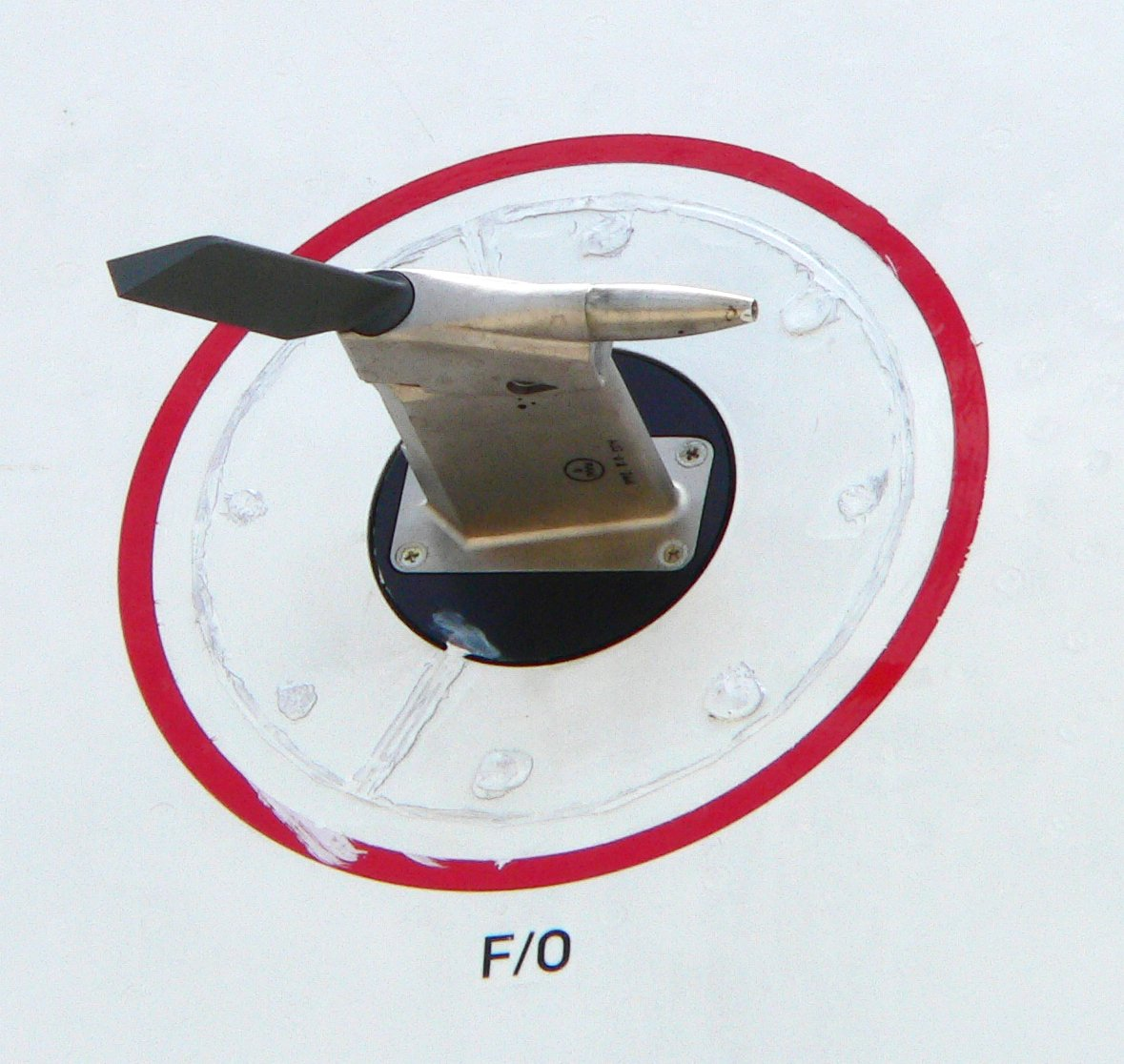
Staudrucksonde zum Messen der Geschwindigkeit an einem Airbus A380

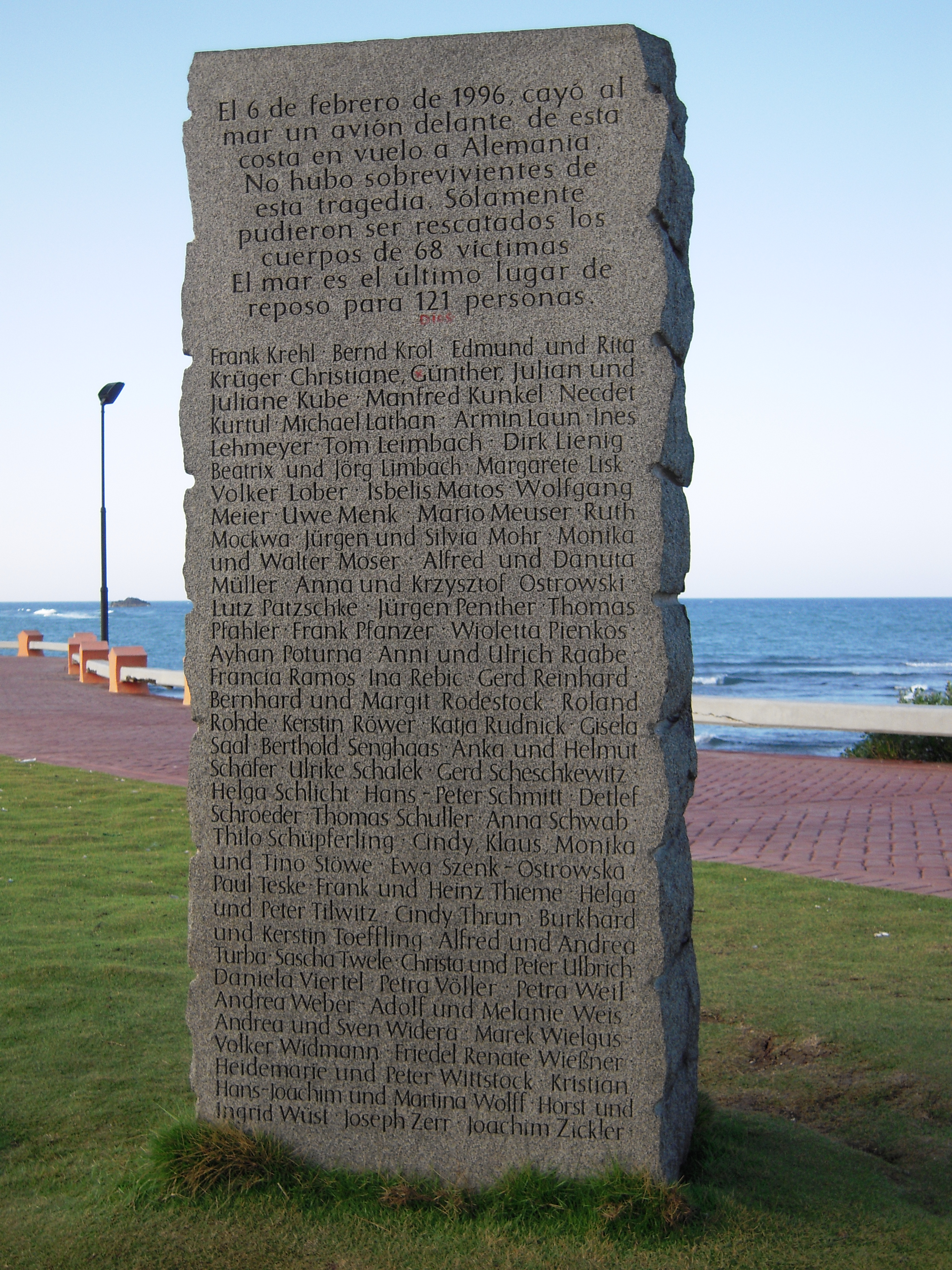
Gedenkstein für die Opfer in Puerto Plata auf Spanisch

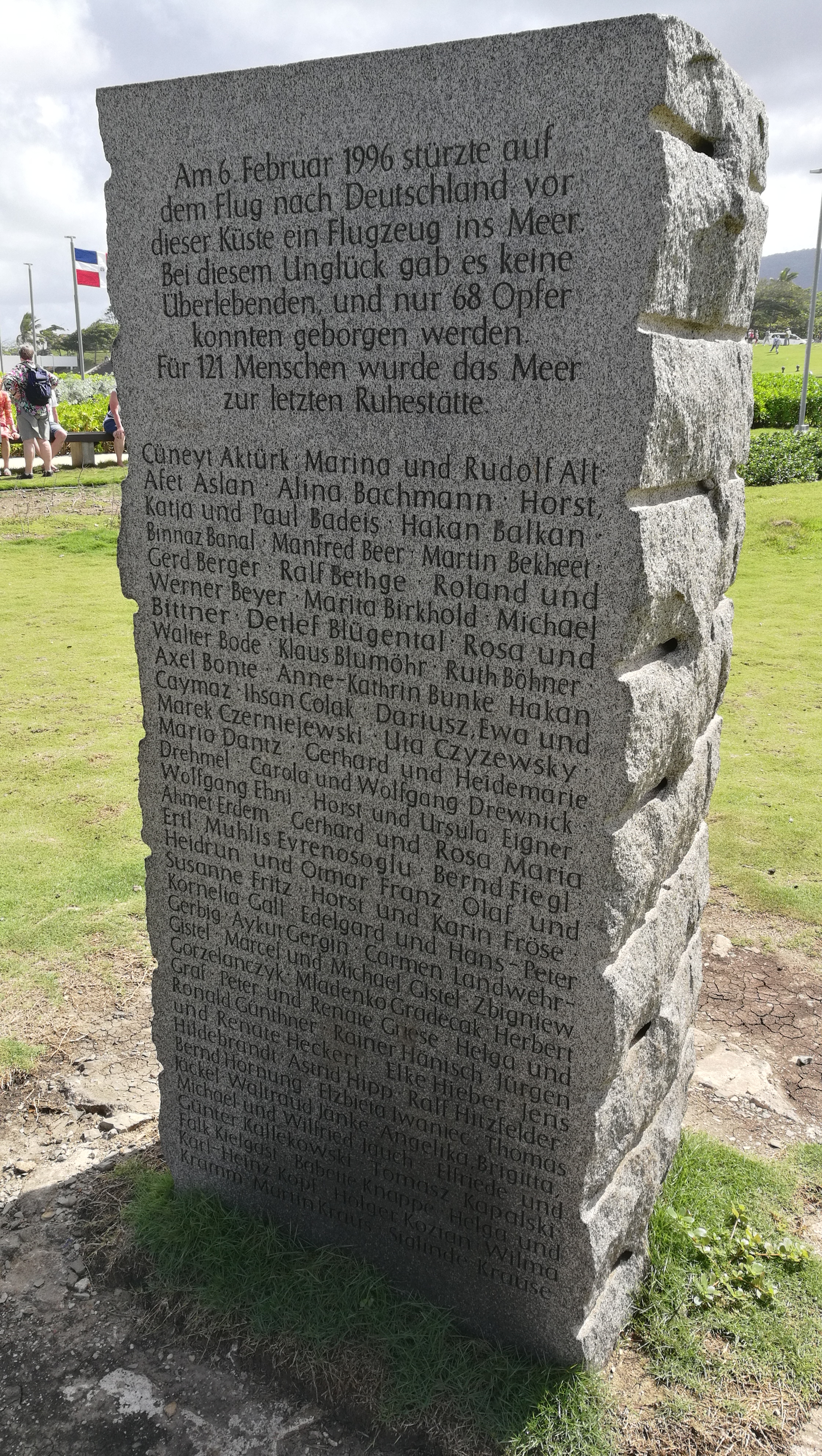
Gedenkstein für die Opfer in Puerto Plata auf Deutsch

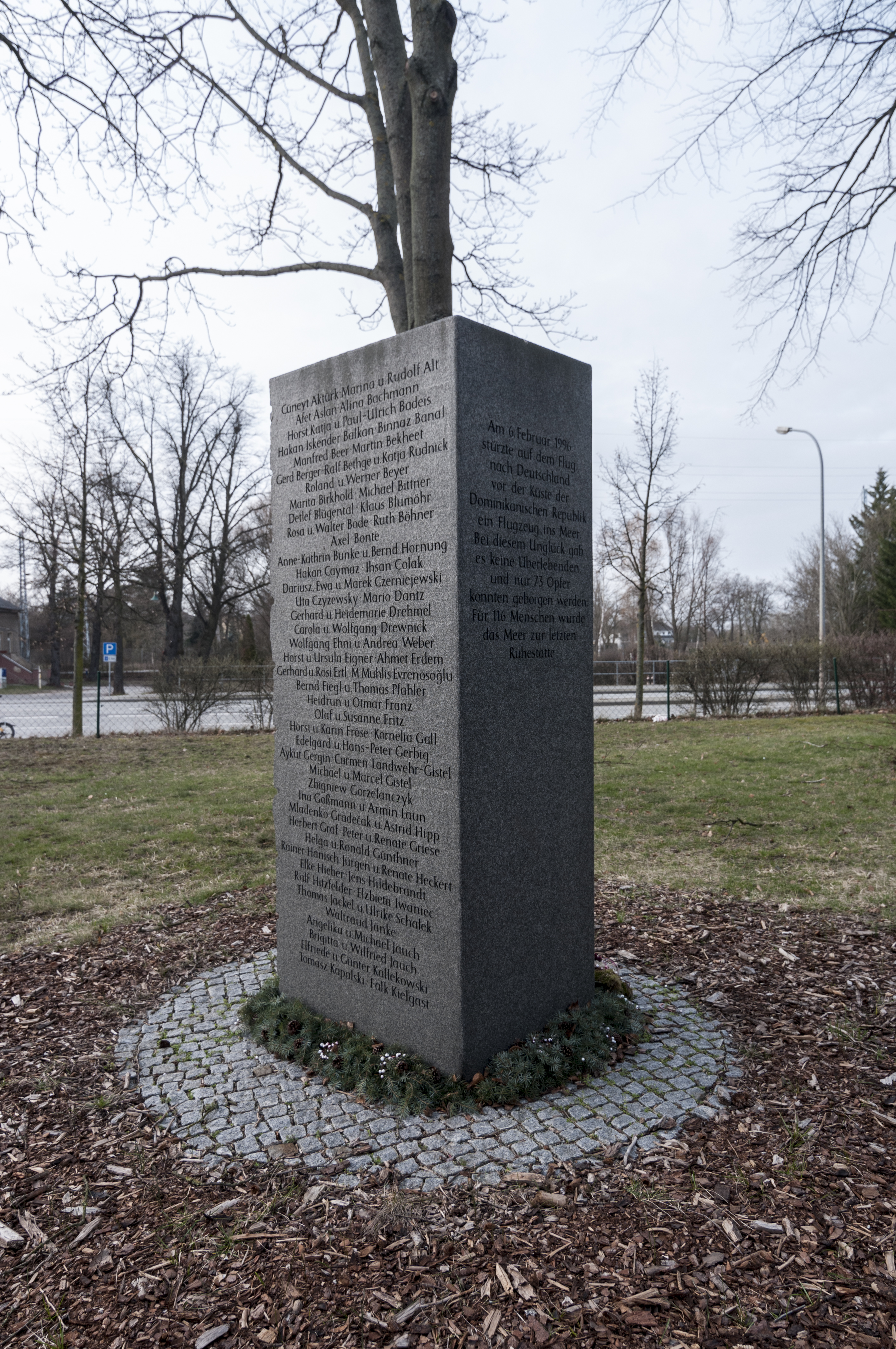
Gedenkstein bei der Dorfkirche Schönefeld

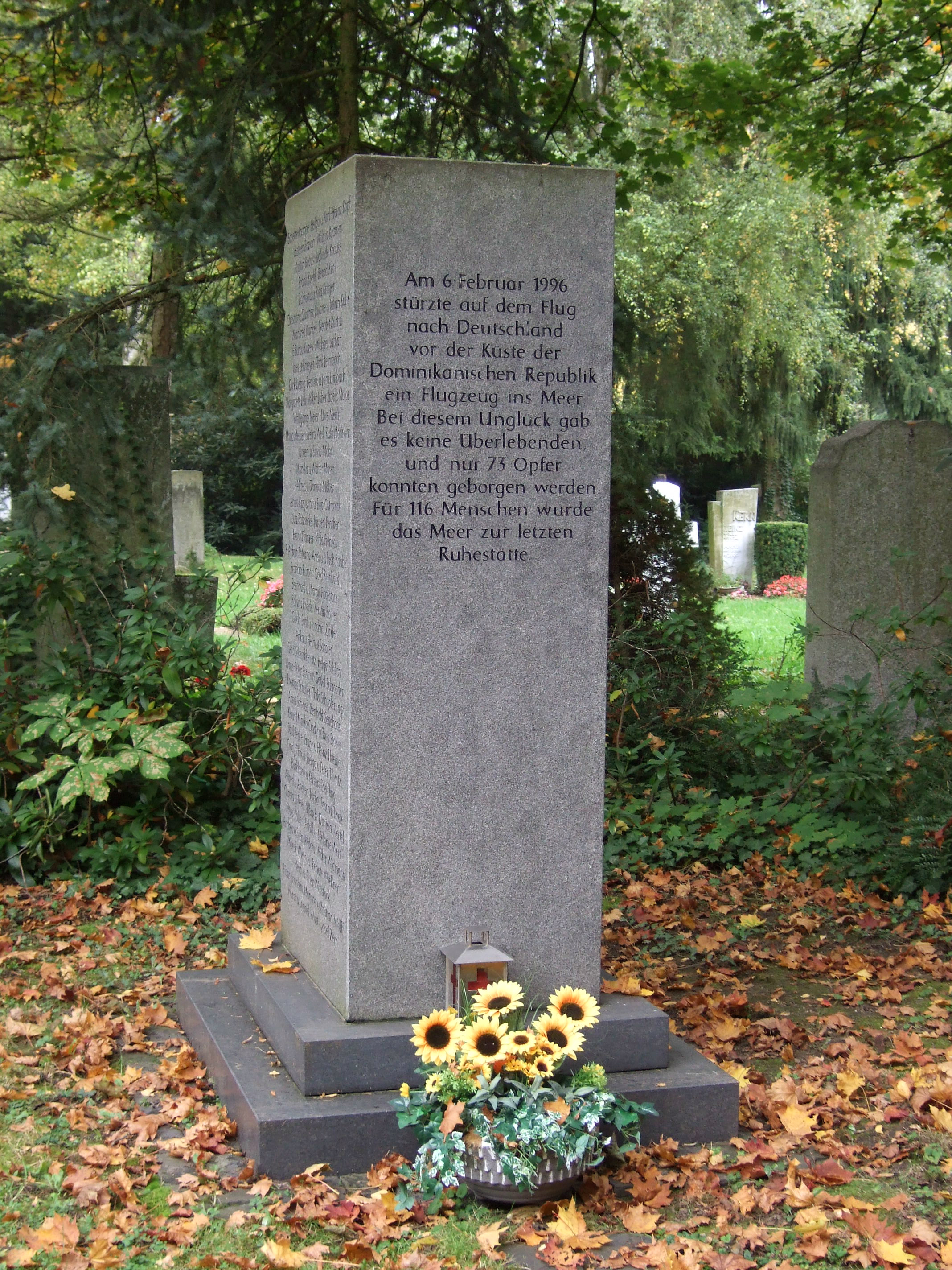
Gedenkstein für die Opfer auf dem Frankfurter Hauptfriedhof

Am 7. Februar 1996 um 03:42:11 UTC (6. Februar 1996 um 23:42 Uhr Ortszeit) begann die Boeing 757 mit ihrem Startlauf. Sie erreichte eine Geschwindigkeit von 80 Knoten (ca. 150 km/h). Der Kopilot rief dies routinegemäß aus; der Kapitän bestätigte dies. Erst dann bemerkte er, dass sein Geschwindigkeitsmesser nicht funktionierte und revidierte seinen Ausruf. Das Instrument des Kopiloten zeigte hingegen korrekte Werte an. Obwohl man die sogenannte Entscheidungsgeschwindigkeit für einen Startabbruch (V1) noch nicht erreicht hatte, entschied sich der Kapitän, den Startlauf fortzusetzen.
Kurz nach dem Abheben begann auch der Geschwindigkeitsmesser des Kapitäns zu arbeiten. Um 03:44:07 UTC schalteten die Piloten den Autopiloten ein und wählten die entsprechenden Modi für den weiteren Steigflug. Wegen des teilweise verstopften Staudruckrohres zeigte das Instrument des Kapitäns jedoch eine wesentlich höhere Fluggeschwindigkeit an als tatsächlich vorlag. Um 03:44:25 UTC erschien auf dem EICAS-Monitor im Cockpit die Warnmeldung Rudder Ratio/Mach Airspeed Trim. Dies deutete auf Probleme mit abweichenden Geschwindigkeiten der beiden an Bord befindlichen Air Data Computer hin. Sie wurde durch die falschen Messdaten des linken Computers ausgelöst, die auch die Geschwindigkeitsanzeige (Airspeed Indicator) des Kapitäns auf der linken Seite versorgten. Das Flugzeug befand sich zu dem Zeitpunkt in einer Höhe von 5344 Fuß (ca. 1600 Meter) mit einer angezeigten Geschwindigkeit von 327 Knoten und einer Längsneigung von 15°. Der Kapitän kam zum Schluss, dass beide Geschwindigkeitsanzeigen nicht korrekt funktionieren und dass die EICAS-Warnung ignoriert werden kann.
Während sich die Maschine weiterhin im Steigflug befand, wurde in einer Höhe von 6700 Fuß (ca. 2000 Meter) auf der Anzeige des Kapitäns eine Geschwindigkeit von 352 Knoten (ca. 650 km/h) angezeigt. Der mit diesen Daten gespeiste Autopilot und das automatische Schubregelsystem ergriffen nun Maßnahmen, um die vermeintlich zu hohe Geschwindigkeit zu korrigieren. Die Triebwerke wurden gedrosselt, und die Maschine vergrößerte ihren Anstellwinkel. Tatsächlich betrug die Geschwindigkeit zu diesem Zeitpunkt nur 199 Knoten (ca. 370 km/h). Diese Geschwindigkeit wurde auf der Anzeige des Kopiloten (rechts) angezeigt. Um 03:45:28 UTC wurde eine Hochgeschwindigkeitswarnung ausgelöst (Overspeed-Warning), die vor einer vermeintlich zu großen Geschwindigkeit warnte. Fliegt ein Flugzeug zu schnell, besteht die Gefahr, dass wesentliche Teile der Struktur beschädigt werden oder sogar abreißen können. Der Kapitän ordnete an, die Warnung zu ignorieren.
Um 03:45:46 UTC stellten die Piloten den Autopiloten vom Modus VNAV (Vertical Navigation) in VS (Vertical Speed) um. Kurz darauf wurde auch die automatische Schubregelung abgeschaltet. Um 03:45:52 UTC betrug die Längsneigung 18° und der Stickshaker setzte ein, ein Rütteln der Steuersäule, das die Piloten vor einem drohenden Strömungsabriss (Stall) warnt. Das Flugzeug verlor daraufhin an Höhe. Die Piloten unternahmen nach Einsetzen des Stickshakers keine Handlungen, die den drohenden Strömungsabriss abwenden konnten. Die Längsneigung blieb im positiven Winkel, wodurch die Flugzeugnase weiterhin nach oben zeigte. Um 03:46:48 UTC versuchte der Kopilot beim Autopiloten die Funktion zum Halten der Höhe einzuschalten (Altitude Hold), was jedoch keinen Effekt hatte. Der Autopilot hatte sich bereits abgeschaltet, da sich das Flugzeug außerhalb der erlaubten Parameter befand. Einige Sekunden später erlitt das linke Triebwerk der Boeing einen Strömungsabriss (Triebwerksstall). Die Maschine rollte daraufhin über die linke Tragfläche auf den Kopf und prallte um 03:47:17 UTC auf die Meeresoberfläche.
Alle 176 Passagiere und 13 Besatzungsmitglieder kamen bei dem Unfall ums Leben.

## Unfalluntersuchung und Abschlussbericht
Der Absturz wurde von der zivilen Luftfahrtbehörde der Dominikanischen Republik, der Dirección General de Aeronáutica Civil, untersucht. Hier kam erschwerend hinzu, dass der zuständige Chefermittler Major Emanuel Souffront nur über rudimentäre Englischkenntnisse verfügte und vor allem auf die Unterstützung von Kollegen der US-amerikanischen Untersuchungsbehörde NTSB angewiesen war. Im Zuge der Untersuchung wurden einige schwerwiegende Fehler gemacht. So wurde etwa das Transkript des Stimmenrekorders in den Vereinigten Staaten vom Türkischen (die Besatzung sprach Türkisch) ins Englische übersetzt. Dabei wurden einige Übersetzungsfehler gemacht. Die englische Fassung wurde dann ins Spanische übersetzt (Landessprache in der Dominikanischen Republik). Verschiedene Aussagen wurden fälschlich dem Kapitän zugeschrieben, obwohl sie vom Ersten Offizier stammten.
Nach mehrfachen Verzögerungen bei der Abfassung des Untersuchungsberichts kam die Kommission zu folgendem Ergebnis:

„Die wahrscheinliche Unfallursache lag in dem Unvermögen der Flugbesatzung, die Aktivierung des Stick Shaker als unmittelbare Warnung für den Übergang in den überzogenen Flugzustand zu erkennen, und der Unfähigkeit, die entsprechenden Verfahren zur Behebung dieses Flugzustandes durchzuführen. Vor der Warnung durch den Stick Shaker hatten eine fehlerhafte Anzeige des Anstiegs der Fluggeschwindigkeit und die Warnung für die Überschreitung der maximalen Geschwindigkeit zur Verwirrung der Besatzung geführt.“

Gemäß Untersuchungsbericht führten drei Faktoren zum Unglück:
1. mangelhaftes Training der Flugbesatzung,
2. mangelhafte Kenntnisse der Flugbesatzung über das Flugzeug,
3. fehlende Abdeckung und Tests der Pitotsonden, während sich das Flugzeug für längere Zeit am Boden befand.[15]

## Kritik am Umgang mit den Angehörigen
Mit Unterstützung des NTSB wurde ein sehr großer Aufwand für die Bergung der Wrackteile, insbesondere des Cockpit Voice Recorders, betrieben. Die in über 2000 Meter Tiefe gelegenen Trümmer wurden zum Teil mit Hilfe von Tauchrobotern an die Oberfläche geholt. Man beschränkte sich dabei bewusst auf die Wrackteile und beförderte daher nur zufällig den persönlichen Besitz der Opfer sowie deren Überreste aus der Tiefe. Zwei Jahre nach der Katastrophe wurden auf einer Müllhalde in Puerto Plata zwischen den Wrackteilen, neben verfaulten Reisetaschen, sogar Leichenteile entdeckt.

## Die Katastrophe in den Medien
Der Unfall wurde in der kanadischen Fernsehserie Mayday – Alarm im Cockpit in der Episode Falscher Alarm (Staffel 5, Folge 8) aufgegriffen. In nachgestellten Szenen, Animationen sowie Interviews mit Ermittlern wurde über die Vorbereitungen, den Ablauf und die Hintergründe des Fluges berichtet. Als eine mögliche Ursache wird das Lehmnest einer Amerikanischen Mauerwespe genannt.

## Ähnliche Ereignisse
- Northwest-Airlines-Flug 6231 mit einer Boeing 727 am 1. Dezember 1974
- Aeroperú-Flug 603 mit einer Boeing 757 am 2. Oktober 1996
- Austral-Líneas-Aéreas-Flug 2553 mit einer Douglas DC-9 am 10. Oktober 1997
- Air-France-Flug 447 mit einem Airbus A330 am 1. Juni 2009
- Air-Algérie-Flug 5017 mit einer McDonnell Douglas MD-83 am 24. Juli 2014
- Saratov-Airlines-Flug 703 mit einer Antonov An-148 am 11. Februar 2018